# Sench Amand (Cantal)
Saint-Chamant és un municipi francès situat al departament de Cantal i a la regió d'Alvèrnia-Roine-Alps. L'any 2007 tenia 262 habitants.

## Demografia

### Població
El 2007 la població de fet de Saint-Chamant era de 262 persones. Hi havia 116 famílies de les quals 48 eren unipersonals (20 homes vivint sols i 28 dones vivint soles), 28 parelles sense fills, 28 parelles amb fills i 12 famílies monoparentals amb fills.
La població ha evolucionat segons el següent gràfic:
Habitants censats

### Habitatges
El 2007 hi havia 223 habitatges, 124 eren l'habitatge principal de la família, 94 eren segones residències i 5 estaven desocupats. 206 eren cases i 17 eren apartaments. Dels 124 habitatges principals, 82 estaven ocupats pels seus propietaris, 32 estaven llogats i ocupats pels llogaters i 10 estaven cedits a títol gratuït; 1 tenia una cambra, 6 en tenien dues, 30 en tenien tres, 40 en tenien quatre i 46 en tenien cinc o més. 91 habitatges disposaven pel capbaix d'una plaça de pàrquing. A 54 habitatges hi havia un automòbil i a 42 n'hi havia dos o més.

### Piràmide de població
La piràmide de població per edats i sexe el 2009 era:
| Homes | Edats   | Dones |
| ----- | ------- | ----- |
| 0     | 95 o +  | 4     |
| 0     | 90 a 94 | 0     |
| 4     | 85 a 89 | 16    |
| 4     | 80 a 84 | 4     |
| 8     | 75 a 79 | 12    |
| 8     | 70 a 74 | 8     |
| 8     | 65 a 69 | 4     |
| 12    | 60 a 64 | 8     |
| 8     | 55 a 59 | 12    |
| 16    | 50 a 54 | 4     |
| 8     | 45 a 49 | 8     |
| 8     | 40 a 44 | 16    |
| 4     | 35 a 39 | 8     |
| 8     | 30 a 34 | 8     |
| 12    | 25 a 29 | 4     |
| 8     | 20 a 24 | 4     |
| 12    | 15 a 19 | 12    |
| 12    | 10 a 14 | 16    |
| 12    | 5 a 9   | 4     |
| 4     | 0 a 4   | 8     |

## Economia
El 2007 la població en edat de treballar era de 151 persones, 102 eren actives i 49 eren inactives. De les 102 persones actives 99 estaven ocupades (53 homes i 46 dones) i 3 estaven aturades (1 home i 2 dones). De les 49 persones inactives 25 estaven jubilades, 10 estaven estudiant i 14 estaven classificades com a «altres inactius».

### Ingressos
El 2009 a Saint-Chamant hi havia 114 unitats fiscals que integraven 239,5 persones, la mediana anual d'ingressos fiscals per persona era de 12.744 €.

### Activitats econòmiques
Dels 10 establiments que hi havia el 2007, 1 era d'una empresa de fabricació d'altres productes industrials, 1 d'una empresa de construcció, 2 d'empreses de comerç i reparació d'automòbils, 1 d'una empresa de transport, 1 d'una empresa d'hostatgeria i restauració, 1 d'una empresa immobiliària i 3 d'empreses de serveis.
L'únic servei als particulars que hi havia el 2009 era un taller de reparació d'automòbils i de material agrícola.
L'únic establiment comercial que hi havia el 2009 era una botiga de menys de 120 m².
L'any 2000 a Saint-Chamant hi havia 18 explotacions agrícoles que ocupaven un total de 1.140 hectàrees.

## Equipaments sanitaris i escolars
El 2009 hi havia una escola elemental.

## Poblacions més properes
El següent diagrama mostra les poblacions més properes.